# Eidgenössisch-Demokratische Union Zürich
Die Eidgenössisch-Demokratische Union Zürich, kurz EDU Zürich, ist eine christlich-konservative Schweizer Partei. Als Zürcher Kantonalpartei der EDU Schweiz ist sie der religiösen Rechten zuzuordnen.

## Geschichte
Seit 1999 ist die EDU Zürich im Zürcher Kantonsrat vertreten. Zwischen 2003 und 2007 war die EDU Zürich mit Markus Wäfler auch im Nationalrat vertreten. Dieser Sitz ging bei den Parlamentswahlen 2007 jedoch an die Grünliberale Partei, mit der die EDU eine Listenverbindung eingegangen war. 2023 gewann die EDU Zürich mit Erich Vontobel erneut einen Nationalratssitz.
Bei den Kantonsratswahlen 2019 erreichte die EDU 4 Sitze und verlor damit die Fraktionsgrösse. Wenige Tage nach den Wahlen kündigte die Kantonsrätin Maria Rita Marty an, von der EDU zur SVP zu wechseln, mit welcher die EDU seit den Wahlen 2019 eine Fraktion bildet. Seit dem Übertritt von Marty ist die EDU noch mit 3 Sitzen im Kantonsrat vertreten: Hans Egli, Roger Cadonau und Thomas Lamprecht.

## Inhaltliches Profil
Die EDU Zürich orientiert ihre Politik gemäss eigenen Angaben an biblischen Grundwerten. Sie sieht in der Ehrfurcht und Verantwortung vor dem Schöpfer die Grundlage für «wahre Gerechtigkeit, Freiheit und Menschenwürde».
Gesellschaftspolitisch ist die Partei dem konservativen Lager zuzuordnen. Sie sieht die Ehe und Familie als «Grundzelle» der Gesellschaft, welche es vor dem Zerfall zu schützen gelte und finanziell entlastet werden müsse. Ein grosses Anliegen der EDU Zürich ist der «Lebensschutz» und die Menschenwürde. Dazu müssten so viele Suizide und Abtreibungen wie möglich durch vorbeugende Massnahmen und Hilfsangebote für Gefährdete verhindert werden. Die EDU Zürich reichte 2009 die kantonale Volksinitiative «Nein zum Sterbetourismus im Kanton Zürich» ein. Die Initiative wurde am 15. Mai 2011 mit 78,41 Prozent Nein-Stimmen deutlich abgelehnt. Im Frühling 2015 hatte die EDU Zürich die Initiative «Schutz der Ehe» mit 7'000 Unterschriften im Kanton Zürich eingereicht. Die Initiative hatte zum Ziel, die Ehe in der Kantonsverfassung als «Lebensgemeinschaft von Frau und Mann» zu definieren. Bei der Volksabstimmung vom 27. November 2016 wurde die Volksinitiative mit rund 81 Prozent Nein-Stimmen abgelehnt.
Um die soziale Gerechtigkeit zu erhöhen, möchte die EDU keine weiteren Steuererleichterungen für die obersten Einkommen und keine Senkung der Prämienverbilligung bei den Krankenkassen. Zudem lehnt die EDU die Subventionierung der familienexternen Kinderbetreuung durch Kanton und Gemeinden ab. Aus ihrer Sicht ist Kinderbetreuung keine Staats-, sondern Elternaufgabe und führe zu höheren Steuern. Weiter möchte die EDU eine Anpassung der Kinder- und Ausbildungszulagen an die Teuerung.
Wirtschaftspolitisch positioniert sie sich liberal und tritt für eine soziale Marktwirtschaft und einen schlanken, starken und sicheren Staat ein. Um die Kantonsfinanzen im Gleichgewicht zu halten, will die EDU konsequent sparen, Schulden abbauen und dann Steuern senken. Zudem will die EDU Zürich, dass Steuerbetrug und -hinterziehungen unattraktiv gemacht werden.
Umweltpolitisch sieht die EDU Zürich das eigentliche Problem nicht am CO2-Verbrauch oder am Klimawandel, sondern generell am hohen Verbrauch von Ressourcen und Energie. So setzt sie sich für den Ersatz von Klimarappen und CO2-Steuer durch die zweckgebundene, zeitlich beschränkte Lenkungsabgabe auf der Mineralölsteuer für fossile Brenn- und Treibstoffe ein. Mit diesen Einnahmen sollen erneuerbare Energieträger gefördert und die Energieeffizienz verbessert werden. Damit die Energieversorgung in der Schweiz für die Zukunft sichergestellt ist, möchte die EDU einheimische Wasserkraftwerke ausbauen.
Sicherheitspolitisch setzt die EDU Zürich auf die Kantonspolizei, deren Sollbestand aufgefüllt werden soll. Sie sprach sich auch für eine konsequente Umsetzung der Ausschaffungs- und der Verwahrungsinitiative aus.

## Organisation
Die EDU Zürich gliedert sich in die Bezirkssektionen Affoltern, Dietikon, Hinwil, Horgen, Meilen, Pfäffikon, Uster, Winterthur/Andelfingen und Zürich Unterland sowie in die Ortssektionen Bubikon-Wolfhausen, Rüti/Dürnten, Stadt Uster, Wetzikon und Stadt Zürich.
Der Vorstand setzt sich aus der Geschäftsleitung, einer Vertretung jeder Bezirkspartei sowie durch die am Parteitag gewählten Einzelmitglieder zusammen. Im Januar 2025 bestand sie aus den Vizepräsidenten Heinz Kyburz und Ulrich Isler, dem Nationalrat Erich Vontobel, den Kantonsräten Thomas Lamprecht und Roger Cadonau sowie Daniel Suter, Jann Flütsch, Jan Leitz, Patrick Hüppi und Hans Müller.